# Скорень
Скорень (рум. Scoreni) — село у Страшенському районі Молдови. Утворює окрему комуну.

## Населення
За даними перепису населення 2004 року у селі проживали 3946 осіб.
Національний склад населення села:
| Національність       | Кількість осіб | Відсоток   |
| -------------------- | -------------- | ---------- |
| молдавани румуни     | 3898 28        | 98,8% 0,7% |
| українці             | 9              | 0,2%       |
| росіяни              | 9              | 0,2%       |
| болгари              | 1              | < 0,1%     |
| інша / без відповіді | 1              | < 0,1%     |
| Всього               | 3946           | 100%       |

## Галерея

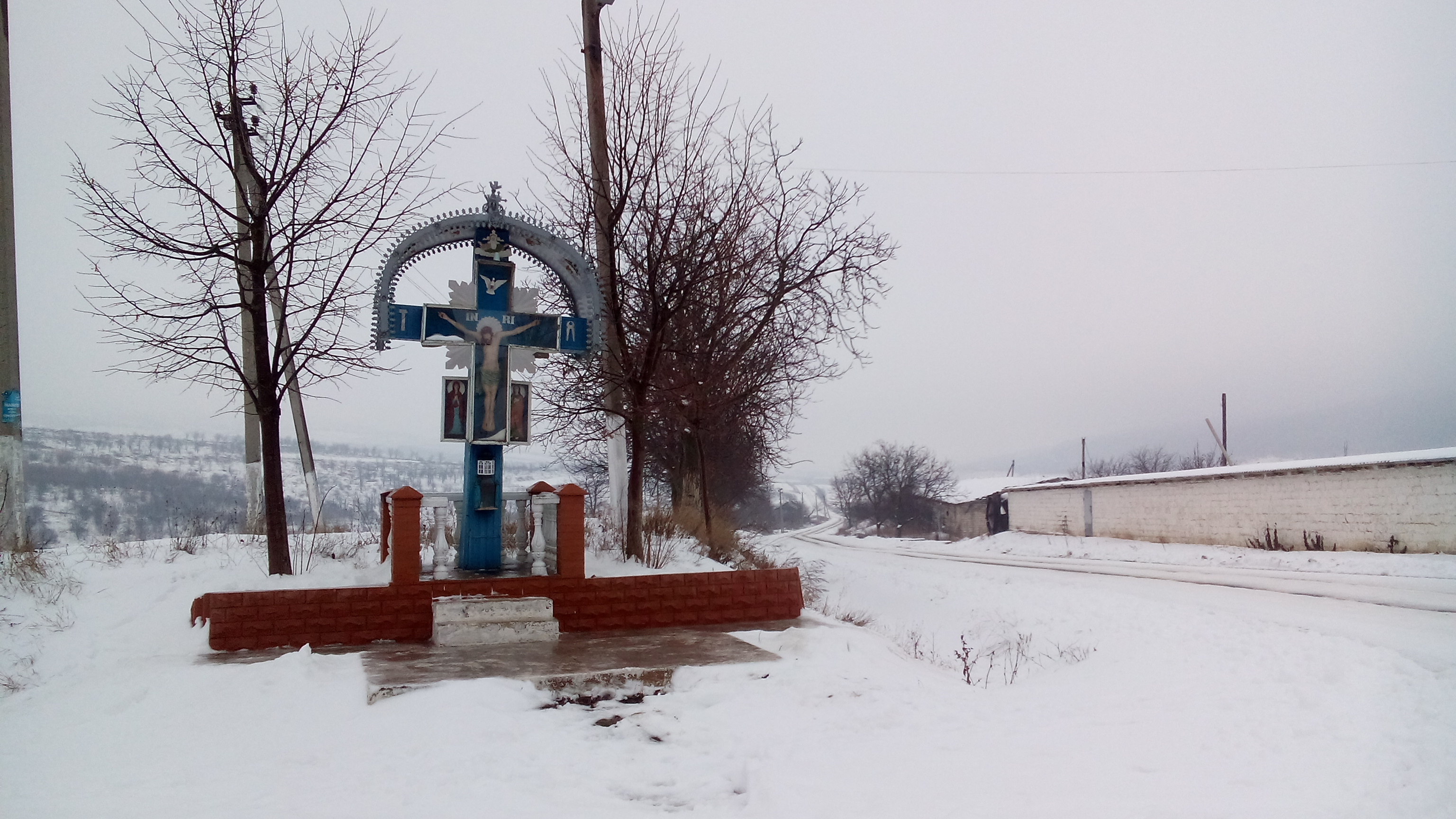
Хрест при в'їзді до села зі сторони дороги на с. Малкоч
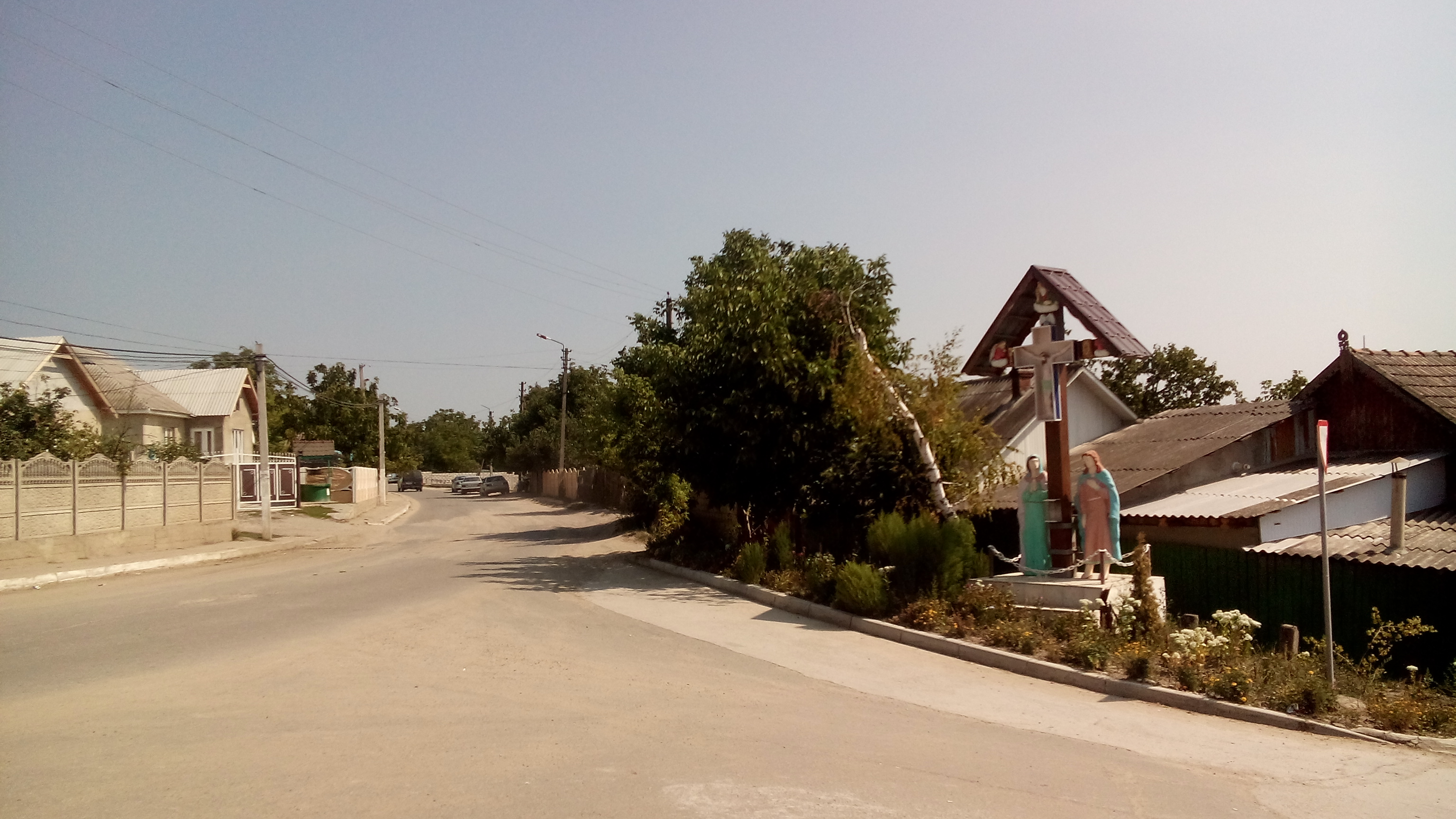
Центр села влітку
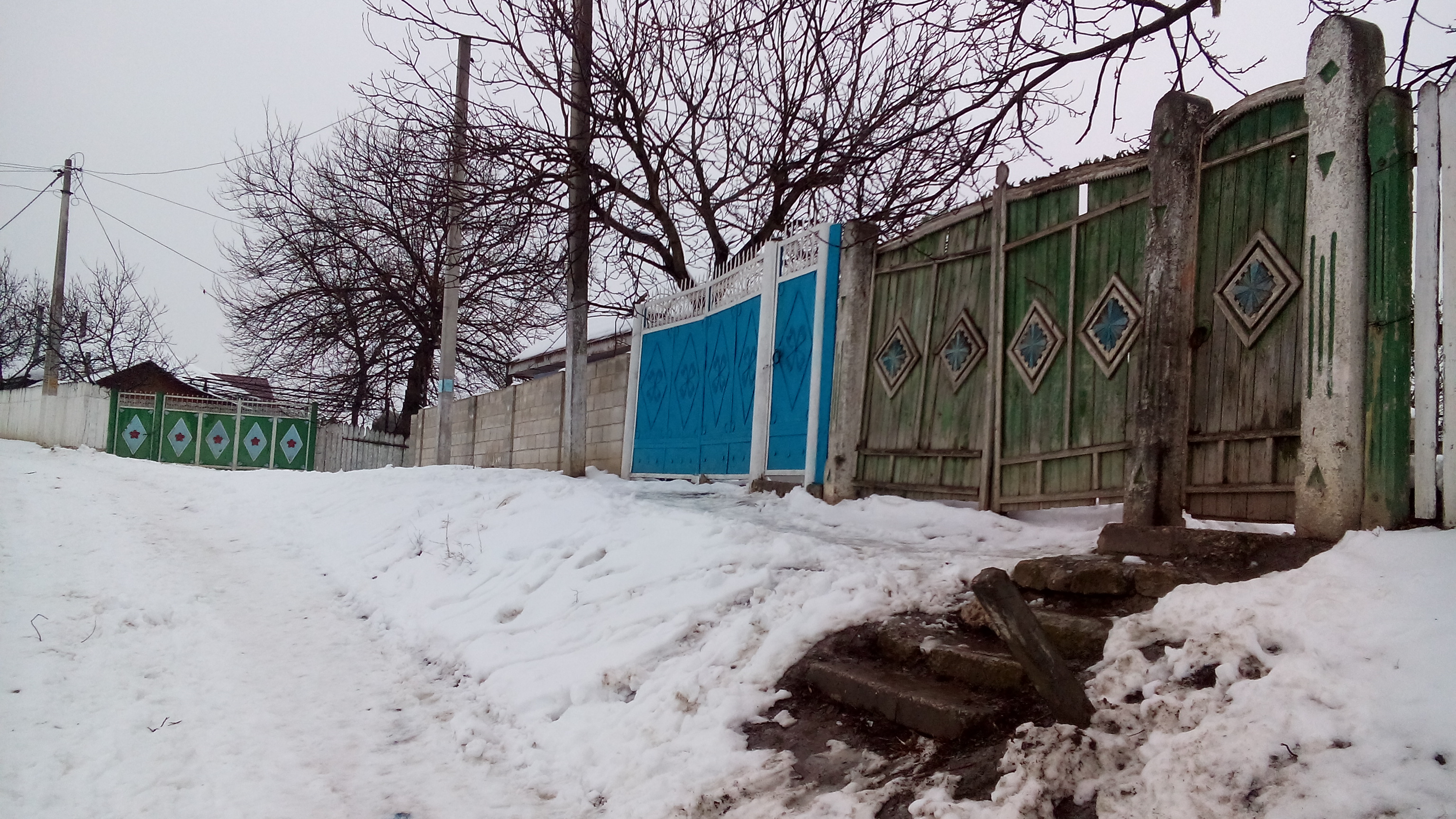
Традиційні дерев'яні ворота
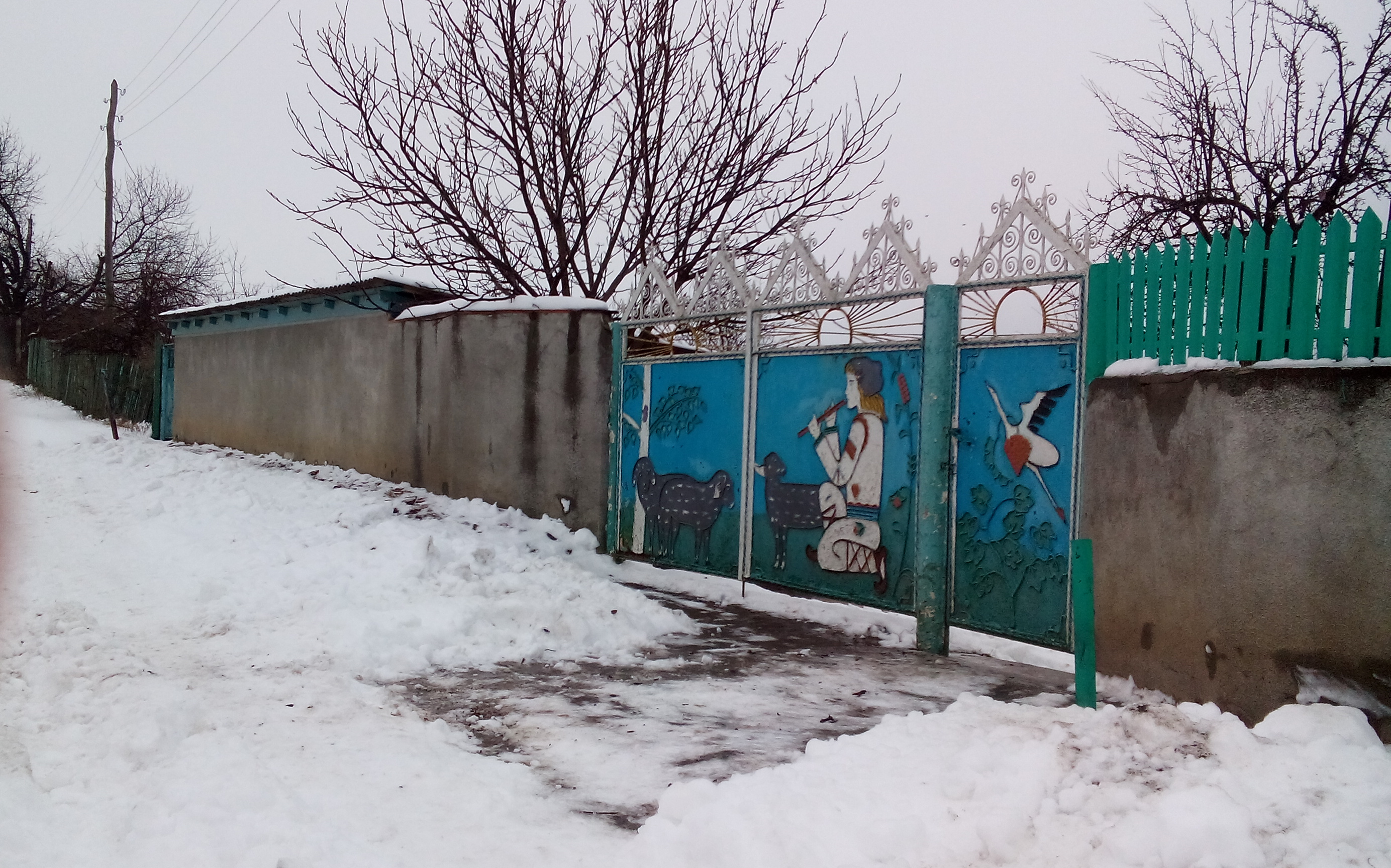
Традиційні ворота з малюнком
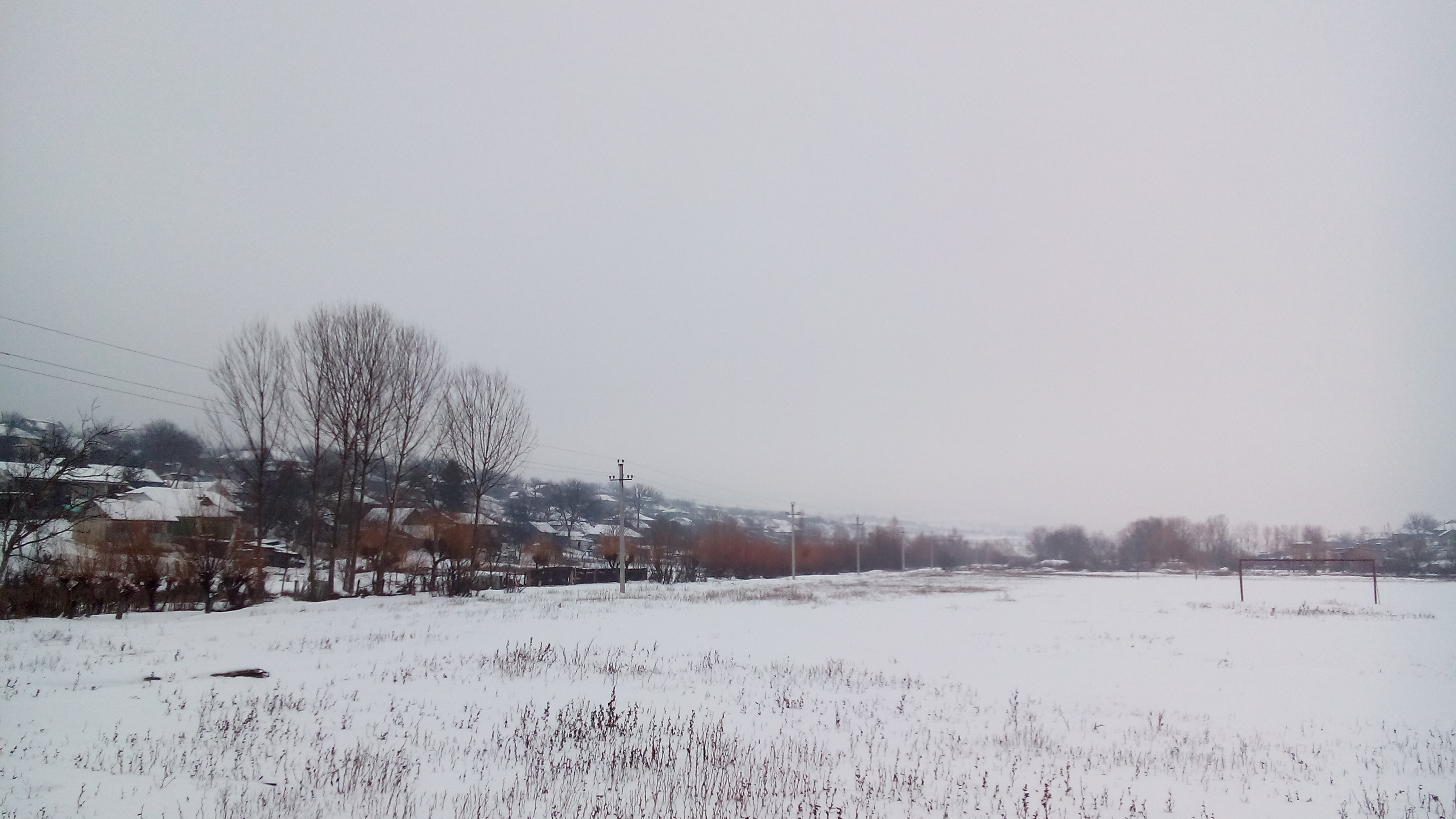
Стадіон взимку
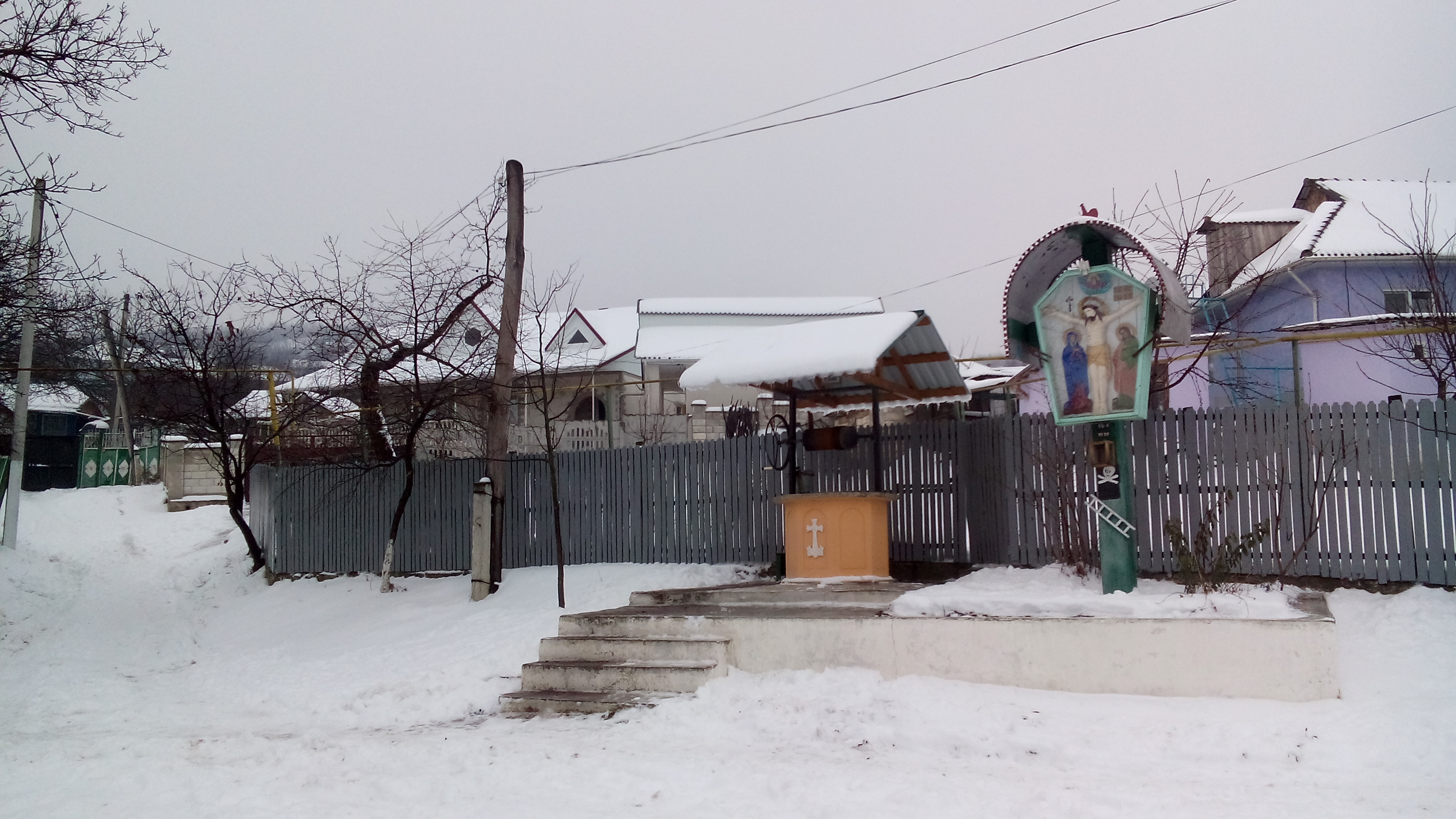
Хрест та криниця
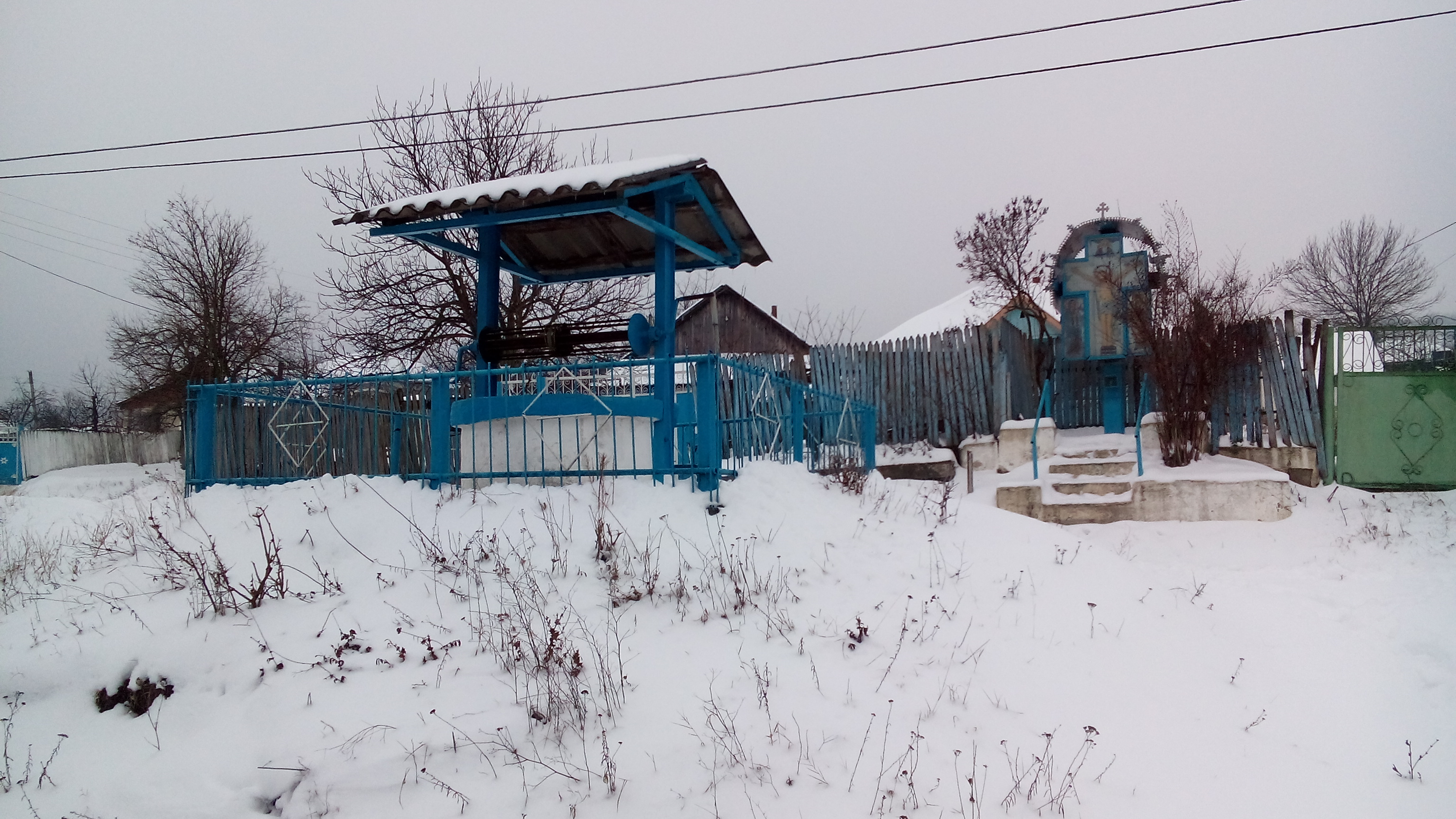
Хрест та криниця
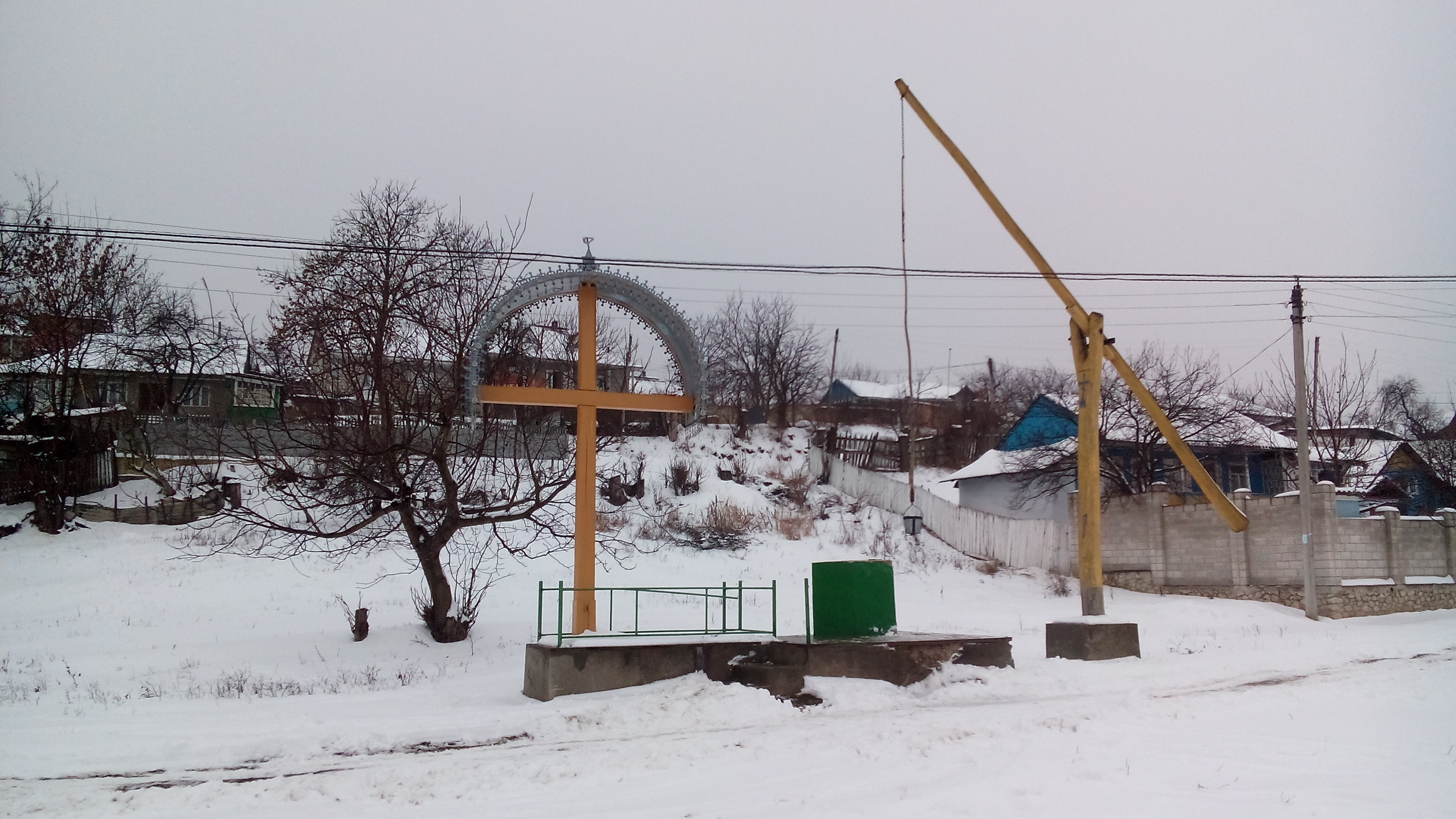
Криниця у формі «журавля»
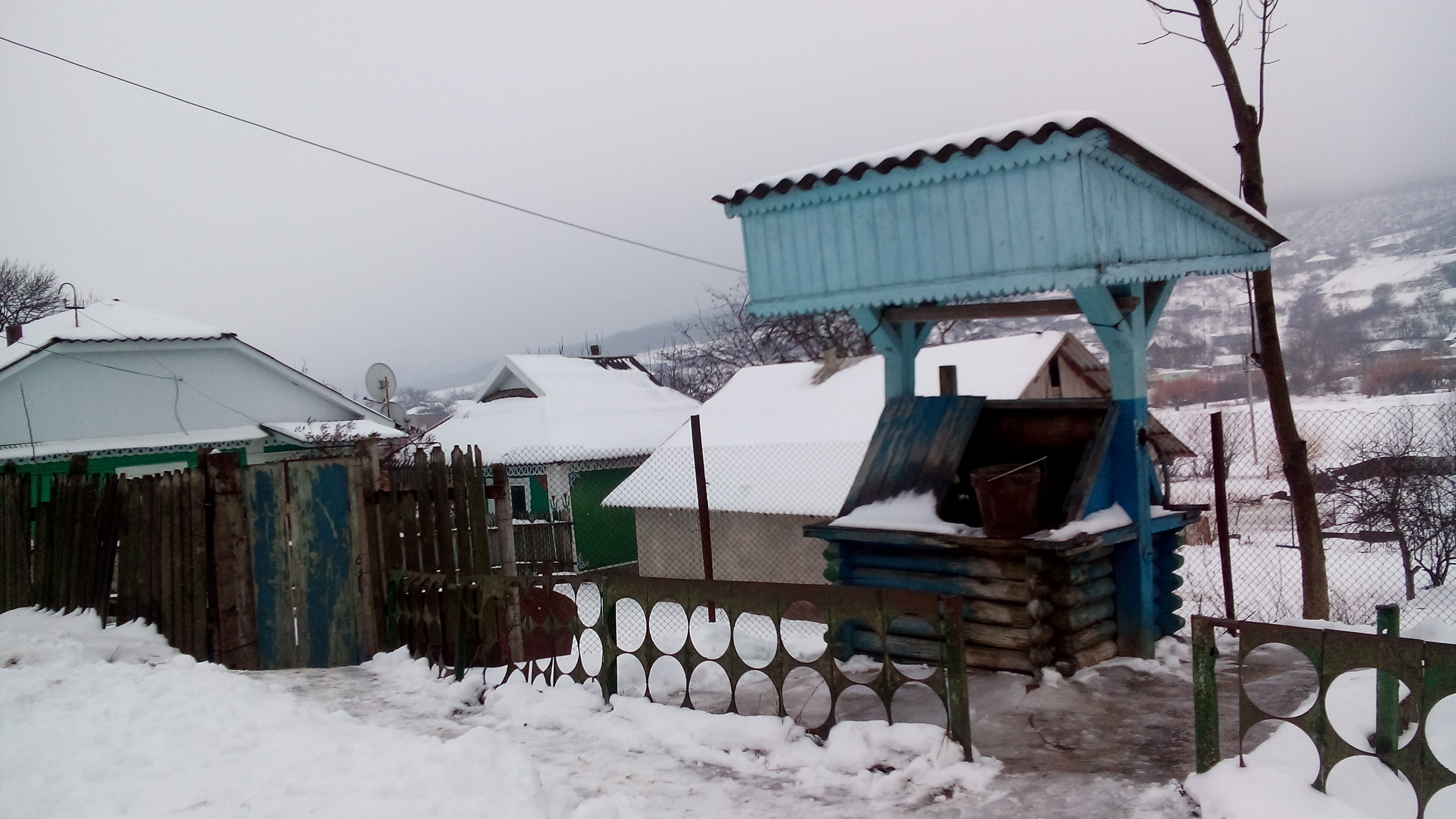
Криниця
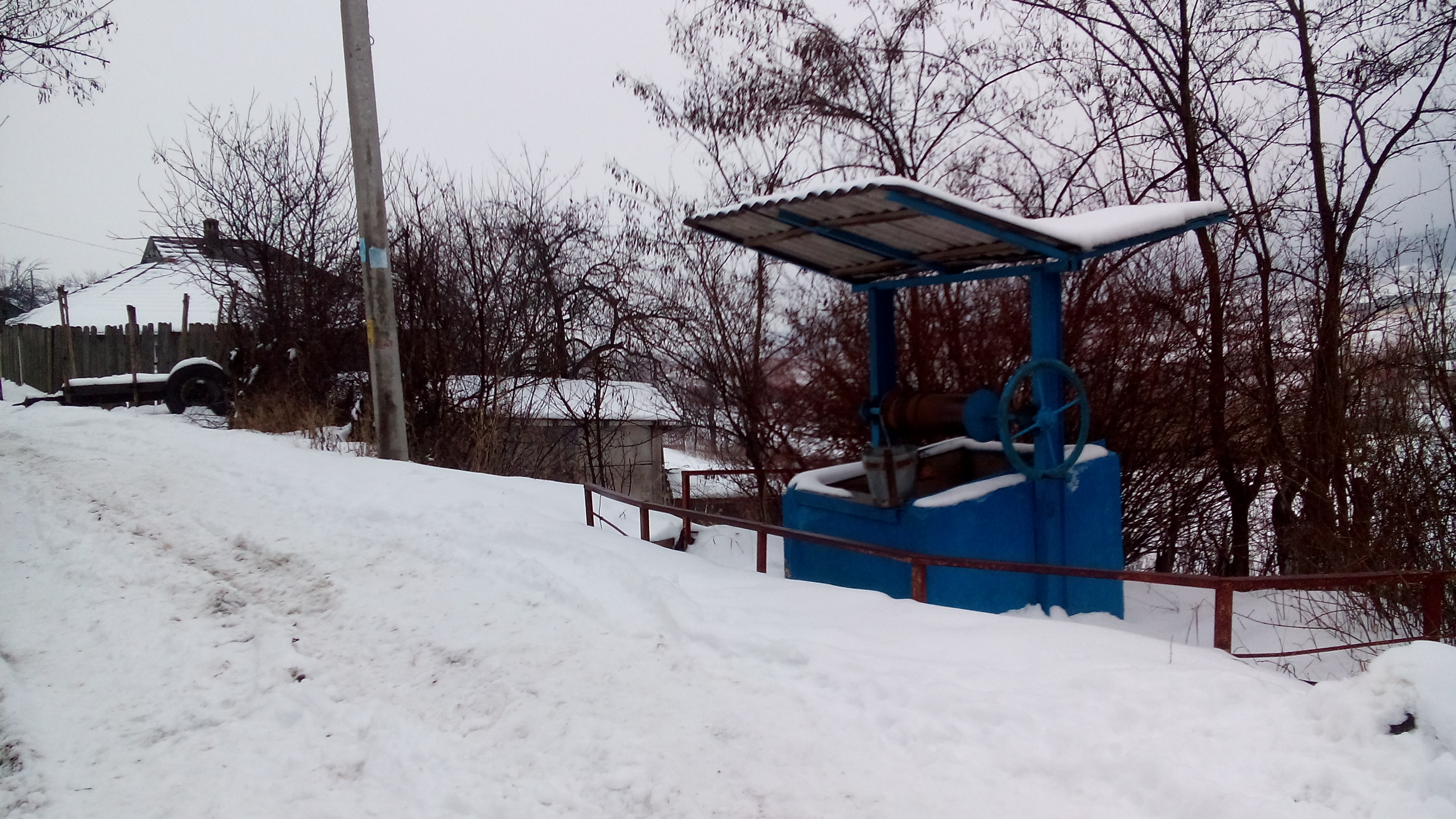
Криниця
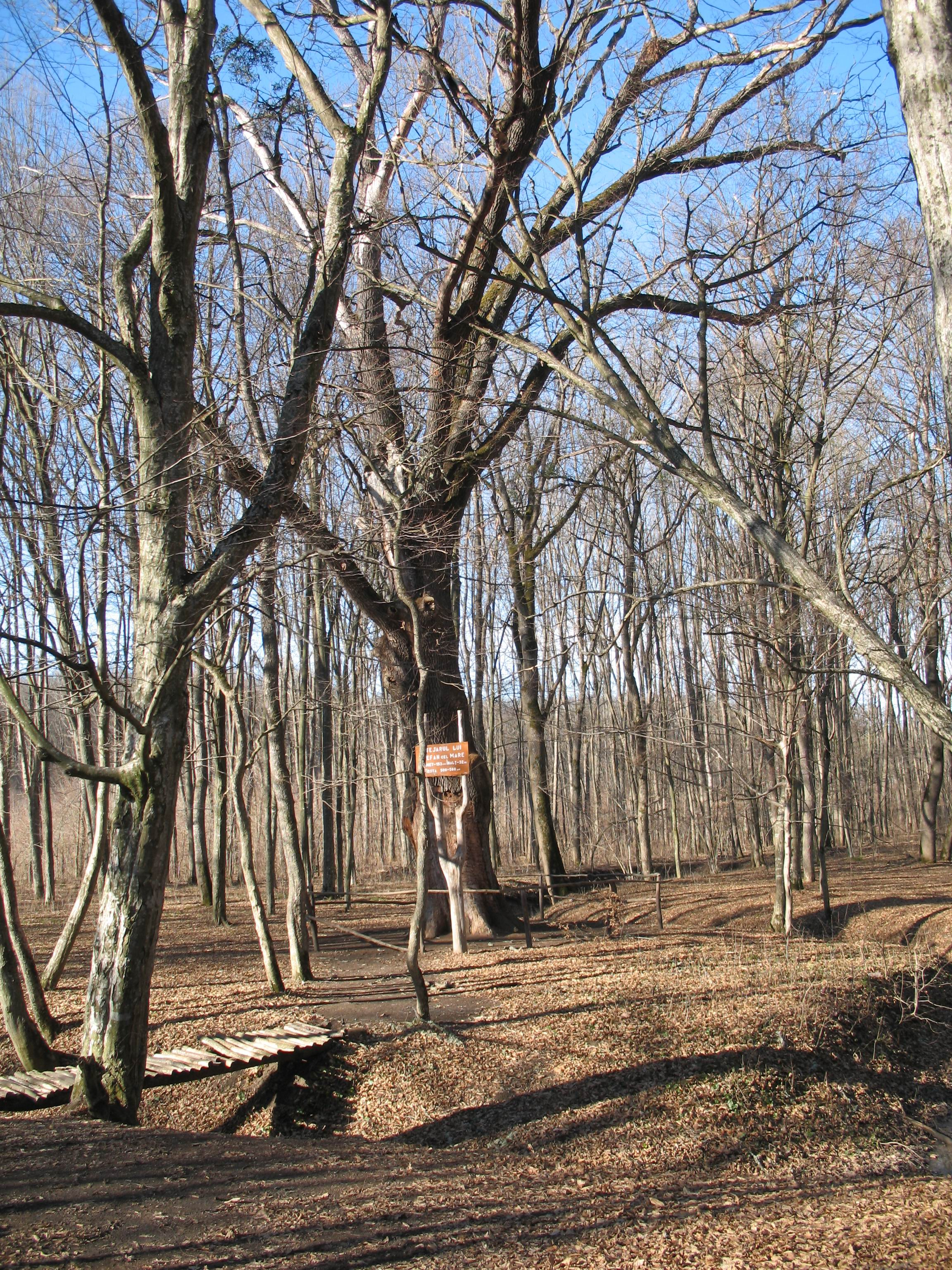
Дуб Штефана чел Маре
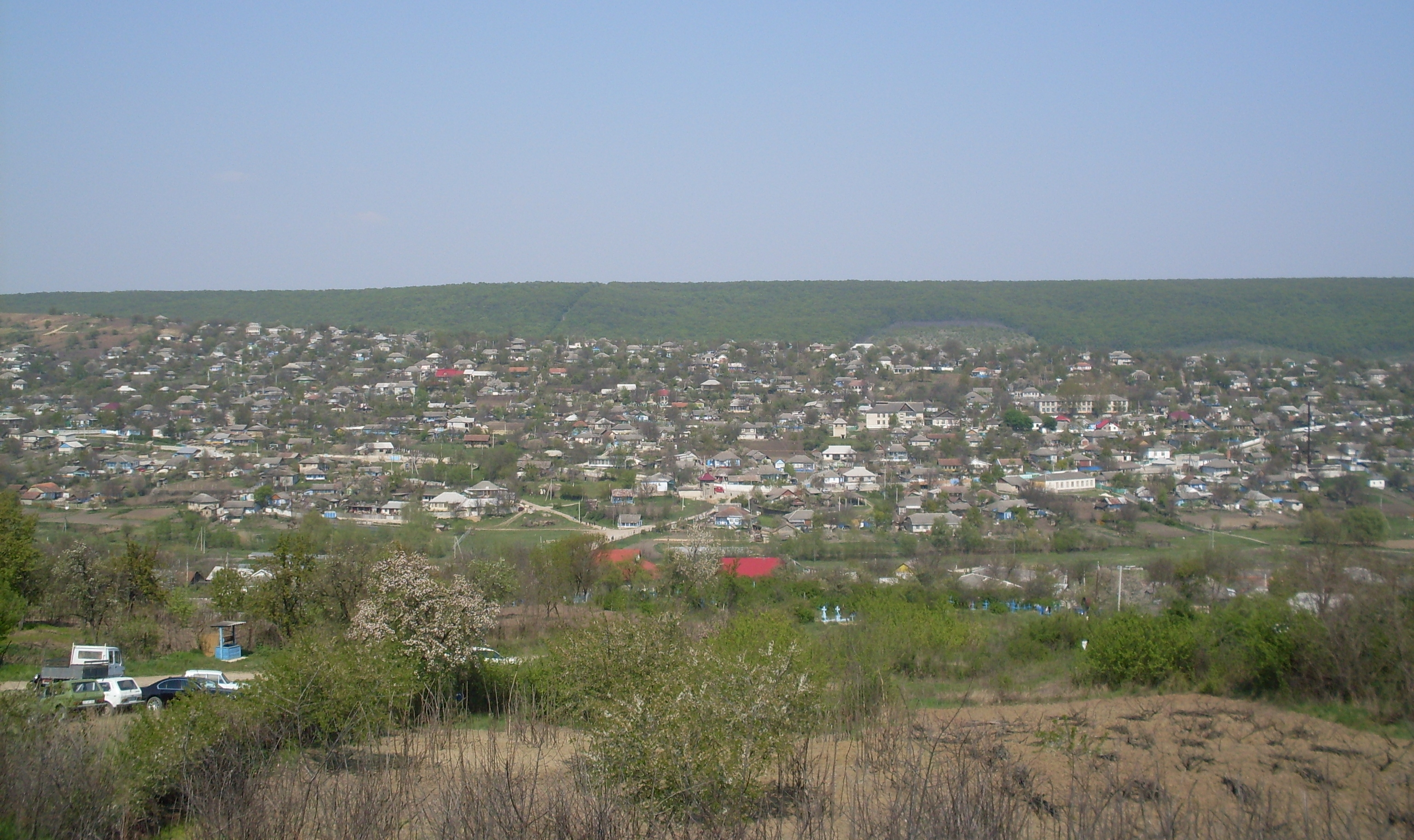
Панорама села